# بخش مرکزی شهرستان صیدون
بخش مرکزی شهرستان صیدون، یکی از بخش‌های شهرستان صیدون در استان خوزستان ایران است.
مرکز این بخش، شهر صیدون است.

## پیشینه تقسیماتی
در زمان حکومت پهلوی (مهر ۱۳۵۳) با تصویب هیئت وزیران دهستان صیدون از استان کهگیلویه و بویراحمد جدا و به بخش جانکی شهرستان ایذه (شهرستان باغ‌ملک کنونی) ملحق شد. سپس در تاریخ ۱۲ بهمن ۱۴۰۱ به شهرستان ارتقا یافت.

## تقسیمات کشوری
- بخش مرکزی شهرستان صیدون
  - دهستان واجل
  - دهستان صیدون شمالی

شهر: صیدون

## جمعیت
بر پایه سرشماری عمومی نفوس و مسکن در سال ۱۳۹۵، جمعیت بخش مرکزی شهرستان صیدون برابر با ۱۳٬۹۴۱ نفر بوده است.